# Solanum subvelutinum
Solanum subvelutinum är en potatisväxtart som beskrevs av Per Axel Rydberg. Solanum subvelutinum ingår i släktet skattor som ingår i familjen potatisväxter. Inga underarter finns listade i Catalogue of Life.